# Danny Cepero
Danny Cepero (* 22. April 1985 in Baldwin) ist ein US-amerikanischer Fußballtorwart, der zurzeit bei New York Red Bulls in der Major League Soccer unter Vertrag steht. Bei seinem Profidebüt gelang ihm ein Tor per Freistoß aus der eigenen Spielhälfte.

## Karriere
Cepero spielte vier Jahre als Kapitän für die Fußballmannschaft an der University of Pennsylvania. 2007 wurde er in der vierten Runde des MLS Supplemental Draft als 46. Pick zu den New York Red Bulls gedraftet. Um Spielpraxis zu sammeln wurde Cepero im Anfang April 2008 an die Harrisburg City Islanders ausgeliehen. Da New Yorks Stammtorhüter Jon Conway wegen der Einnahme illegaler Substanzen für 10 Spiele gesperrt wurde, kam Danny Cepero am 18. Oktober 2008 zu seinem Debüt in der Major League Soccer. In seinem ersten Profispiel als Torhüter gelang ihm mit einem Freistoß aus ungefähr 75 Metern der 3:1-Siegtreffer über Columbus Crew. Es war auch gleichzeitig der erste Treffer eines Torhüters in der Geschichte der MLS.